# Fort Hancock

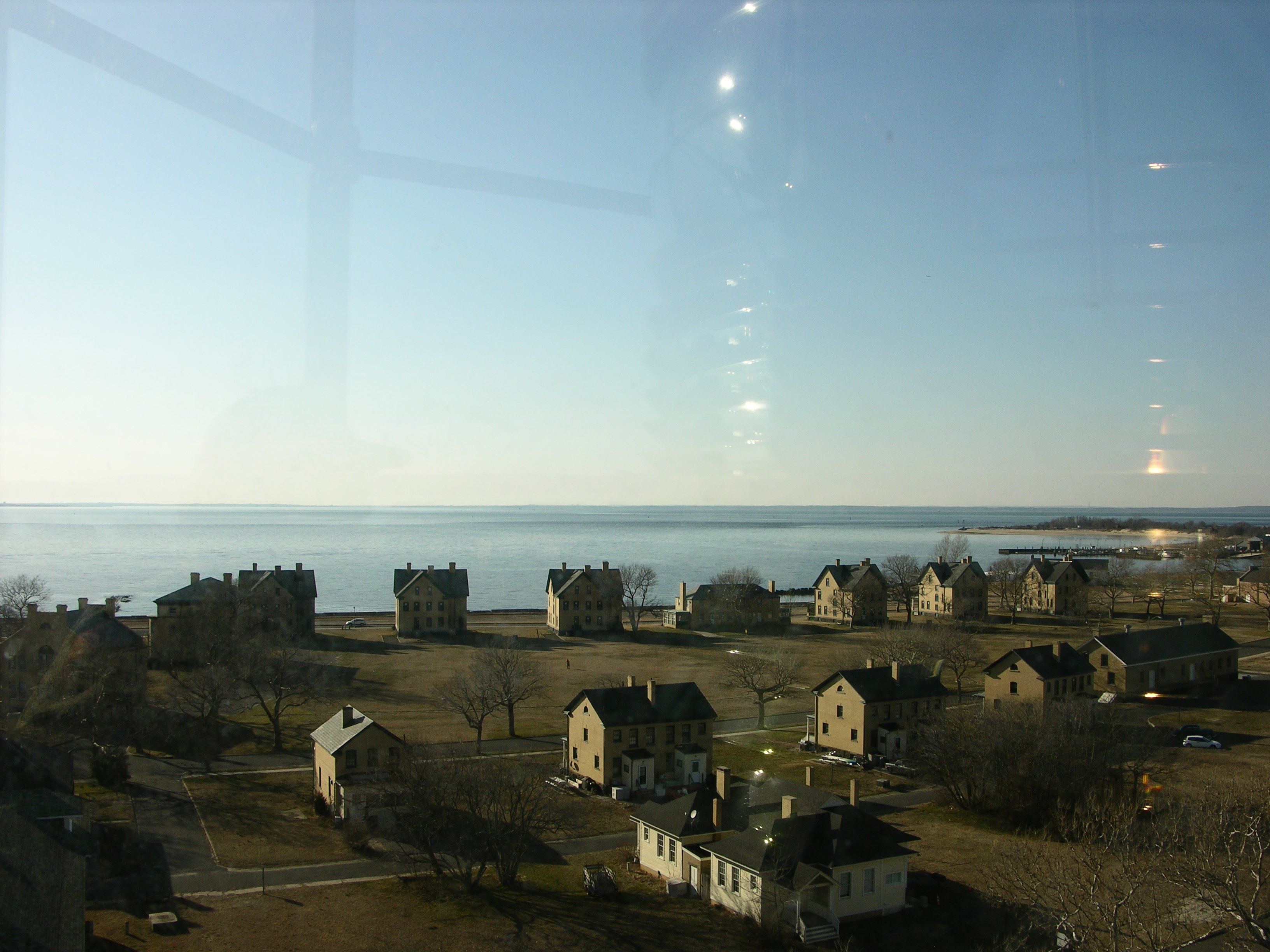
Housing Area in Fort Hancock, Blickrichtung West

Fort Hancock ist ein ehemaliges Fort in Monmouth County, New Jersey in den USA. An der Nordspitze der Halbinsel Sandy Hook gelegen, war es dazu bestimmt, Angriffen vom Atlantischen Ozean her zu begegnen. Zielte in den Anfangsjahren die Verteidigung in erster Linie gegen feindliche Schiffe, war man in der Hochzeit des Kalten Krieges mit Nike-Raketen gerüstet, Kampfflugzeuge vor New York City abzufangen.
Fort Hancock gehörte zu einer Reihe von Verteidigungsanlagen, die seit dem 7. August 1874 vom damaligen US-Kriegsministerium unter der Bezeichnung Sandy Hook Proving Ground zusammengefasst waren. Fort Hancock wurde 1859 eingerichtet und 1974 aufgelöst. Seit 2003 gehört es als Fort Hancock Memorial Park zur Gateway National Recreation Area (GNR), die in den beiden Bundesstaaten New York und New Jersey insgesamt elf Standorte zählt und die Bewahrung und Renaturierung ehemalig besiedelter Flächen betreibt. GNR wiederum wird vom National Park Service verwaltet. Als Fort Hancock and the Sandy Hook Proving Ground Historic District ist dieser Historic District seit Dezember 1982 als National Historic Landmark eingestuft.

## Anlage
Das etwa 14,6 Hektar große Gelände liegt auf der seeabgewandten Seite der Halbinsel. Am Hartshorn Drive (▼) gab es während der militärischen Nutzung ein Tor und eine Wache, heute ist die Einfahrt ungehindert möglich. Etwa zwei Kilometer weiter nördlich erreichte man die Nike Missile Site NY-56, 300 Meter weiter die Leonardo Nike Missile Site NY-53, heute südlicher Teil des Guardian Park. Gleich nördlich davon die ehemalige Standortverwaltung, heute James J. Howard Marine Sciences Laboratory sowie Marine Academy of Science & Technology und die Housing Area. Über 100 Einzelbauwerke, meist Ein- oder Zweifamilienhäuser, sind aus der Militärzeit noch vorhanden und bewohnt. Weiter nördlich davon befanden sich die Mortar Battery, weiter östlich die Seeverteidigungsanlagen Battery Gunnison mit dem davorgelagerten, gleichnamigen Strand, der heute als FKK-Areal ausgewiesen ist.
Am Rand der Housing Area steht seit 1764 der am längsten betriebene Leuchtturm der USA, Sandy Hook Lighthouse. Noch weiter nördlich gab es noch die drei Stellungen Battery Granger, Battery Potter und Nine Gun Battery. Die 30 Wohnhäuser nördlich des Wasserturms an der Crispin Road sind nach der Konversion des Geländes errichtet worden.
Lag die Reichweite der ersten Artillerie nur bei 7 Meilen, konnte sie ab 1919 auf 20 Meilen erhöht werden. Unter den verschiedenen Batterien befindet sich ein ausgedehntes Tunnelsystem, das zum Teil besichtigt werden kann. Auch zur Besichtigung stehen einige Einrichtungen der Soldaten und Offiziere, wie die Kapelle, das Kino, in dem jetzt Musik und Theater dargeboten wird und die Wohnhäuser.
Am besten erreichbar ist das Areal im Sommer, wenn die Seastreak Ferry verkehrt. New Jersey Transit betreibt eine Buslinie, die in der Nähe des Haupteinganges hält. Umfangreiche Parkplatzflächen erlauben zudem eine individuelle Anreise mit dem Auto.